# 条叶猕猴桃
条叶猕猴桃（学名：Actinidia fortunatii）是猕猴桃科猕猴桃属的植物，为中国的特有植物。分布在中国大陆的贵州等地，生长于海拔700米至1,500米的地区，多生在林缘或林中，目前尚未由人工引种栽培。